# Fritillaires, couronne impériale dans un vase de cuivre
Fritillaires, couronne impériale dans un vase de cuivre est une peinture à l'huile sur toile de 73,5 × 60,5 cm réalisée par  Vincent van Gogh en 1887. Elle est conservée au Musée d'Orsay à Paris.

## Description
Les fritillaires impériales sont des plantes à bulbes qui fleurissent au printemps. Il est donc facile de déduire à quelle période de l'année Vincent Van Gogh a réalisé ce tableau. Ajoutons que lorsqu'il réalise sa toile, Van Gogh habite à Paris et entretient une relation étroite avec Paul Signac, l'un des représentants majeurs du pointillisme. C'est pourquoi on voit ici la touche pointilliste appliquée mais seulement sur le fond du tableau ainsi que pour un thème délaissé par les pointillistes.